# Вилинский, Александр Валерианович
Александр Валерианович Вилинский (укр. Олекса́ндр Валер'я́нович Вілі́нський; 4 сентября 1872, Сестрорецк — 10 декабря 1928, Подебрады, Чехословакия) — украинский общественно-политический деятель, известный инженер, учёный, педагог, профессор (1925), один из основателей Центральной рады Украинской Народной Республики, дипломат.
Вилинский был женат с Валерией О'Коннор-Вилинской. После смерти родителей Харыти, в семье Вилинского воспитывалась его племянница Харытя Кононенко. По отцовской линии был племянником российской и украинской писательницы Марии Вилинской.
Автор многих научных трудов на украинском, русском и немецком языках.

## Биография

### Ранние годы
Родился 4 сентября 1872 в городе Сестрорецке, Санкт-Петербургской губернии в семье российского шляхтича Вилинского Валериана Александровича, старшего брата писательницы Марии Вилинской.
Среднее образование получил в варшавской реальной школе. Высшее образование получил в Харьковском технологическом институте на механическом факультете, который окончил в 1897 году. Принадлежал к украинской студенческой общине, работал в Харьковском обществе грамотности. В 1897—1905 годах служил начальником технического отдела службы тяги в Харькове. В 1905 году уехал в Берлин, где в течение года изучал специальный курс в Шарлоттенбурзькому политехническом институте. После работал инженером в швейцарской фирме. Его инженерные проекты были реализованы в Давосе, Цюрихе, Берлине, Каире и других городах.
С 1907 жил в Киеве. Был автором проектов отопления Киевского университета, гостиницы «Прага», многих коммерческих банков. В 1908 году он был избран доцентом Киевского политехнического института и начинает преподавать в КПИ. Живя в Киеве имел тесные отношения с Евгением Чикаленко, с которым сотрудничал в совете ТУП.
Принадлежал к украинской общине, был членом Украинского научного общества, где активно работал над разработкой украинской технической терминологии в терминологической комиссии. Вместе с женой, украинской писательницей и общественным деятелем Валерией О’Коннор-Вилинской, был членом киевской общины Общества украинских прогрессистов, входил в совет общества.
Был одним из основателей и преподавателем Общества распространения среднего технического образования, которое заботилось о малоимущей, но талантливой молодежи. С этой целью основал частную школу, которой руководил до 1917.
В 1913 году вошел в состав редколлегии журнала «Сяйво» и фактически издавал его за свой счет. Немало сил и средств потратили супруги Вилинских на культурно-образовательную деятельность Украинского клуба, общества «Просвита», общества «Юг», основанного во время войны для помощи беженцам и выселенцам из Галичины, и на другие общественные мероприятия украинской интеллигенции. В 1916 г.. А. Вилинского назначили инженером, а затем и директором мастерских Всероссийского союза городов в Киеве. Вместе с группой научно-технической интеллигенции и деятелей кооперации 7.ИИИ.1917 г. Он основал Украинское техническое агрономическое общество «Труд», от которого и был делегирован в состав УЦР.

### Политическая карьера в УНР
1917 избран в Украинскую Центральную Раду от научного общества «Труд». С 1918 года возглавлял департамент профессионального образования Генерального Секретариата УЦР-УНР — позже Министерства Народного Просвещения.
Совет ТУП, к которому принадлежал и Вилинский, 8.III. 1917 подписала воззвание «К украинским гражданам» с призывом создавать новую жизнь, поддержать революционное правительство, организовывать национальный фонд, создавать национальную прессу, культурно-образовательные учреждения и тому подобное. Как подпоручик Звенигородского уезда А. Вилинский был рекомендован Центральным Советом 13.ИИИ. 1917 в исполнительный комитет Совета объединённых общественных организаций Киевской области.
Вилинский принадлежал к тем членам УЦР, которые в силу своего либерально-демократического мировоззрения скептически относились к массовому увлечению социалистическими и радикальными идеями, а потому отошли на второй план деятельности УЦР. А. Вилинский — честный, преданный украинскому делу интеллигент — самоотверженно работал на образовательном поприще, но не был подготовлен к публичной политической деятельности. Поэтому он, как и большинство его единомышленников, в течение 1917—1918 гг. занимался, на первый взгляд, мало заметной кропотливой будничной работой в государственном аппарате. Возглавил 5.XII. 1917 департамент профессионального образования Генерального секретарства образования.
Во время большевистской оккупации Киева был арестован как директор мастерских, которого рабочие хотя и уважали, но под влиянием большевистской пропаганды считали классовым врагом, «притеснителем рабочего класса». Вместе с женой был приговорен к расстрелу, которого им удалось избежать. До возвращения украинских войск в Киев они были вынуждены скрываться. Во время гетманства Скоропадского А. Вилинский продолжал работу в Министерстве образования.
Получил 15 октября 1918 назначение на должность генерального консула в Цюрихе и уехал в Швейцарию. После ликвидации консульства в 1919 году переселился в Вену. Получив приглашение преподавать в Украинской хозяйственной академии в Подебрадах, в 1923 году переехал в Чехословацкую республику.

### Преподавательская деятельность в УХА
Был избран 23 июня 1923 доцентом академии и руководителем кафедры прикладной механики, с 1925 года — профессор машиноведения и проректор Украинской хозяйственной академии в Подебрадах.
Умер 10 декабря 1928.